# フョードル・クズネツォフ
フョードル・フェドトヴィッチ・クズネツォフ（ロシア語: Федор Федотович Кузнецов、1904年9月6日 - 1979年）は、ソ連の軍人。GRU総局長、政治将校。大将。

## 経歴
リャザン県プリトゥイキノ村出身。1925年からモスクワの工場で工具製造工として働く。1926年、全連邦共産党（ボリシェヴィキ）入党。1930年から工場委員会議長。1931年、進学予備校で学ぶ。1937年から、モスクワ、プロレタールスキー地区委員会第一書記。
1938年、労農赤軍に入り、労農赤軍政治扇動総局人事課長に任命され、同年6月、副局長（大粛清を組織したレフ・メフリスの補佐官）となる。
独ソ戦時、労農赤軍政治総局副総局長、1942年～1943年、第60軍及びヴォロネジ戦線軍事会議議員、1943年から参謀次長/情報局長。1945年6月、労農赤軍参謀本部情報局とソ連国防人民委員部情報総局が、参謀本部情報総局（GRU）に統合され、GRU総局長となる。
1947年9月、全諜報機関を統括するソ連閣僚会議附属情報委員会が創設され、クズネツォフは委員会副議長となった。1949年～1953年、ソビエト軍・海軍政治総局長。ヨシフ・スターリンの死後、政治総局のポストを失い、1953年から1957年までソ連国防省人事総局長。1952年～1956年、ソ連共産党中央委員会委員候補。1957年～1959年、V.I.レーニン名称軍事政治アカデミー校長。1959年～1969年、北方軍集団軍事会議議員、政治局長。1969年7月、退役。